# Pirko
Pirko (v některých obdobích také Pírko) je brněnský dětský dramatický soubor, působící nepřetržitě od roku 1949. Pod vedením Jindry Delongové se stal jedním z průkopníků moderního přístupu k dramatické výchově v tehdejším Československu, mimo jiné i díky spolupráci s londýnským souborem RYTW, účastnil se domácích soutěží amatérského a dětského divadla a absolvoval řadu zahraničních zájezdů. Působil v Centru volného času v brněnských Lužánkách, od roku 1997 se stal součástí nově otevřeného Střediska dramatické výchovy Labyrint v Brně-Bohunicích.

## Historie a vývoj

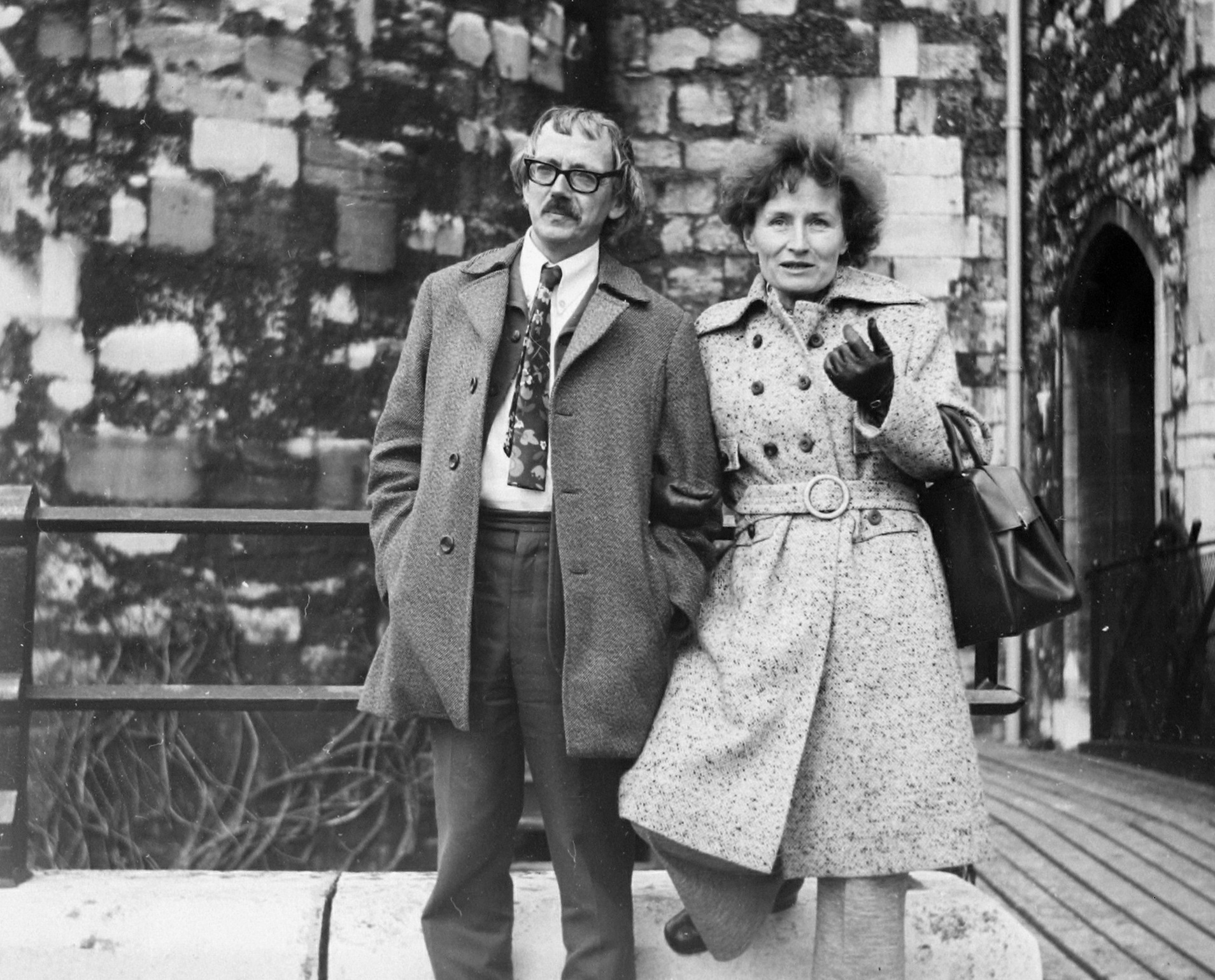
Hugh Lovegrove a Jindra Delongová, Londýn 1970

Soubor vzniklý roku 1949 měl původně připravovat dětské herce pro brněnské studio Českého rozhlasu. Z toho také vycházel jeho název, původně zkratkové slovo z názvu Pionýrský rozhlasový kolektiv. Plnil tedy pro brněnský rozhlas podobnou funkci jako Dismanův rozhlasový dětský soubor v Praze. Prvním vedoucím souboru byl rozhlasový režisér Miroslav Nejezchleb. Od roku 1962 soubor převzala jako hlavní vedoucí Jindra Delongová a od roku 1983 pak Silva Macková. Do roku 1997 soubor působil v Centru volného času Lužánky (původně Dům pionýrů a mládeže, resp. Dům dětí a mládeže), poté se soubor přestěhoval do nově založeného Střediska dramatické výchovy Labyrint v Brně-Bohunicích. Pro toto centrum byl upraven objekt původní mateřské školy, přestavbu pro potřeby dramatické výchovy navrhl architekt Petr Doležal. 
Soubor se zpočátku zaměřoval především na potřeby rozhlasu, tedy na hlasovou průpravu a recitaci, záhy však začal produkovat i divadelní představení. I nadále pak dodával dětské herce pro brněnský rozhlas a také dabing v brněnském studiu Československé televize. Pod vedením Jindry Delongové se těžiště činnosti přesunulo  k divadelní práci a především k dramatické hře jako prostředku komplexní výchovy. Významná bylo v tomto ohledu dlouholetá spolupráce s londýnským souborem Redbridge Youth Theatre Workshop, který vedl Hugh Lovegrove. Dramatická výchova byla v té době ve Spojeném království součástí školních osnov a kontakt s RYTW umožňoval Jindře Delongové přebírat odtud impulsy a uplatňovat je v práci souboru.
Jindra Delongová i řada pozdějších vedoucích souboru se dramatickou výchovou zabývali také teoreticky. Současná hlavní vedoucí souboru Silva Macková působí jako profesorka na brněnské JAMU, kde dramatickou výchovu společně s Danou Svozilovou zavedla jako samostatný studijní obor a na Divadelní fakultě JAMU založila ateliér Divadlo a výchova. Otázkami dramatické výchovy se zabývali či zabývají také Dana Svozilová, Jarmila Doležalová, Veronika Rodová a další. Součástí těchto aktivit bylo i založení Střediska dramatické výchovy Labyrint v Brně-Bohunicích.
Soubor se člení na několik oddílů podle věku členů, který sahá zhruba od 6 let do dospělosti. Jednotlivé oddíly obvykle pracují na vlastních projektech a představeních, vedoucími jsou obvykle bývalí dětští členové souboru. V létě jsou pořádána společná letní soustředění celého souboru. V éře J. Delongové soubor obvykle připravoval také jedno společné představení s účastí několika oddílů, tedy se značným věkovým rozpětím. Vznikla tak některá velmi úspěšná představení, například Aby se děti divily podle Aloise Mikulky nebo Zahrada Jiřího Trnky v adaptaci J. Delongové, s níž soubor vyhrál hlavní cenu na celostátní přehlídce amatérských divadel pro dospělé Jiráskův Hronov (40. ročník, 1970). Soubor se s různými představeními účastnil řady zahraničních zájezdů (opakovaně Velká Británie, Arménie, NSR, Dánsko). Zahraniční styky se souboru dařilo udržovat i v době normalizace – jenom do londýnské Redbridge vycestoval do roku 1990 pětkrát a londýnský soubor podobně často navštěvoval Brno. 

## Další působení členů
Ze souboru vyšla řada pedagogů dramatické výchovy, kteří dále ovliňovali rozvoj oboru zejména v Brně (JAMU, Pedagogická fakulta aj.). Ačkoliv Pirko klade důraz na výchovnou funkci dětského divadla a nesměřuje k přípravě budoucích herců, někteří jeho bývalí členové se uplatnili jako filmoví i divadelní herci (Dita Kaplanová, Pavel Kříž, Jiří Dvořák, Radim Fiala, Zuzana Slavíková, Radek Balaš), v hudbě (Lenka Nová) nebo působili v brněnských amatérských a experimentálních divadlech (Husa na provázku, Ochotnický kroužek). Jedna věková skupina se na přelomu 70. a 80. let 20. století osamostatnila pod názvem Kolektiv. Tento soubor se s několika inscenacemi účastnil např. Šrámkova Písku. Jeho výrazným rysem byl důraz na kolektivní přístup k tvorbě a na výtvarnou složku inscenace (pět z dvanácti členů byli architekti).